# Пивні ресторани Праги
Прага є одним зі світових лідерів серед міст за кількістю пивних ресторанів.
В Чехії пивні ресторани діляться на три категорії:
- Pivovar — вища категорія пивних, де подають пиво з власної броварні.
- Pivnice — пивний ресторан рангом нижче «пивовара», який має гарну кухню та кілька сортів пива.
- Hospoda — пивний бар, де невигадлива обстановка, проста їжа і, як правило, пиво однієї марки, зате дуже колоритна атмосфера.

У всіх пивних (будь-якої категорії) можна скуштувати страви національної чеської кухні, такі як «утопенець» — сардельки в маринаді з цибулею, «тлаченка» — скибочка холодцю, знову ж таки з цибулею та оцтом, «тваружки» — гострі, специфічного смаку і запаху, сири, свиняче (вепрове) коліно  — свиняча гомілка, яку спочатку виварюють, а потім, перед подачею на стіл, ще й коптять в печі на живому вогні, кнедлики та кулайду  — чеський грибний суп.
Меню з цінами основних страв завжди можна знайти перед входом в будь-який ресторан.
Деякі пивні ресторани стали відомі завдяки відомим особам, які тут побували. Так, наприклад, в пивний «У Калиха» любив посидіти автор роману про бравого солдата Швейка Ярослав Гашек.
В ресторані «Золотий тигр» зустрічалися за кухлем пива Президент Чехії Вацлав Гавел і Президент США Білл Клінтон.
До ресторану «Арчимбольдо» (колишній «У золотих 13», (Praha 1, Градчани, Неруди, 13) Вацлав Гавел водив в 1993 році пити пиво Бориса Єльцина. Тоді Єльцин подарував господареві ресторану годинник з написом «Від першого президента Росії». Господар зберігає їх, як реліквію, показує туристам.
До ресторану «У Карлова мосту» («U Karlova mostu», Praha 1, Na Kampe, 15) 3 березня 2006  р. заходив випити пива Володимир Путін.
Найзнаменитіший пивний ресторан міста  — «У Флеку» — веде свою історію з XV століття. Він розташовується в будівлі старовинної броварні. Зараз тут можна скуштувати міцного темного пива з присмаком карамелі. Через велику популярність у ресторані буває багато відвідувачів, до того ж ціни на пиво досить високі.